# Cogito-Preis
Der Cogito-Preis war ein Wissenschaftspreis der in Wollerau, Schweiz, ansässigen Cogito Foundation. Er wurde seit 2002 etwa alle zwei Jahre durch den Stiftungsrat der Cogito Foundation vergeben und war mit Fr. 50'000 dotiert. Der Rektor der Universität Zürich, Michael Hengartner, der Altrektor der Universität Zürich, Hans Weder, Christof Aegerter sowie der an der Universität Konstanz forschende Verhaltensökonom Urs Fischbacher waren Mitglieder des Stiftungsrates der Cogito Foundation (Stand 2016). Die 2002 ins Leben gerufene Cogito Foundation hat sich zum Ziel gesetzt, Natur- und Geisteswissenschaften einander näher zu bringen.
Die Preisverleihung war in der Regel öffentlich, fand an der Universität Zürich statt und wurde durch ein Referat der Preisträgerin oder des Preisträgers begleitet.

## Preisträger
- 2002: Manfred Spitzer
- 2004: Ernst Fehr und Alex Kacelnik[4][5]
- 2006: Hans-Jörg Rheinberger
- 2008: Michael Esfeld
- 2010: Reto U. Schneider,[6] als Wissenschaftspublizist und stellvertretender Redaktionsleiter von NZZ Folio
- 2012: Rita Gautschy, «in Anerkennung ihrer herausragenden Arbeiten zur nahöstlichen Chronologie, in denen es ihr gelungen ist, ihre Kenntnisse der Himmelsmechanik und der Kultur Ägyptens und Mesopotamiens erfolgreich zu vereinen. Bei ihr ist nicht die Astronomie eine Hilfswissenschaft für die Altertumswissenschaften oder umgekehrt, sondern beide erfahren neue Impulse.»
- 2014: Donat Fäh,[7][8] «als Anerkennung für die Neubeurteilung des Erdbebens von Basel im Jahre 1356 und für dessen Bewertung im Kontext der regionalen seismischen Gefährdungs- und Risikoanalyse. Für diese Studien motivierte er eine multidisziplinäre Arbeitsgruppe zur engen Zusammenarbeit.»
- 2016: Derek A. Muller,[9] «als Anerkennung für die jahrelange Auseinandersetzung mit der Frage, wie naturwissenschaftliche Erkenntnisse einem breiten Publikum vermittelt werden können, sowie die konsequente Umsetzung der dabei gewonnenen Einsichten auf YouTube»
- 2018: Eduard Kaeser, «für seine brillanten Darstellungen der Wechselwirkungen zwischen Physik und Philosophie»
- 2021: Aargauische Naturforschende Gesellschaft und Naturwissenschaftliche Gesellschaft Winterthur[10]